# Zmartwychwstanie (album)
Zmartwychwstanie – dziewiąty album zespołu Róże Europy wydany 13 grudnia 2013 roku nakładem wydawnictwa Cobra Verde Studio.

## Lista utworów
1. „Zmartwychwstanie (nie zdejmuj ramion ze mnie)” – 4:04
2. „Hipsterzy” – 4:27
3. „Lodołamacz (z Gwadelupy)” – 5:22
4. „Ocean, sztorm i ślad” – 3:25
5. „Nit” – 3:41
6. „Rozmieniony na błoto” – 4:58
7. „Gang” – 3:44
8. „Kurz i piach” – 3:12
9. „Korporacja” – 4:04
10. „Zima mnie obchodzi” – 5:34
11. „W drodze do kliniki ciszy” – 4:04
12. „Słonecznik (podąża za słońcem” – 3:02

## Muzycy
- Piotr Klatt – śpiew
- Dariusz Osiński „Bolo” – gitara basowa
- Karol Szolc – gitara
- Bartosz Wawrzyniak – banjo, chórki, gitara, instrumenty klawiszowe, trąbka
- Ireneusz Zaręba – perkusja

gościnnie
- Bartłomiej Gasiul – instrumenty klawiszowe (1, 2, 4–6, 8–11)
- Marta Lutrzykowska – altówka (6, 12)
- Robet Rychlicki Gąsowski – kontrabas (4, 12)
- Wiktoria Wawrzyniak – chórki (11)
- Justyna Zubrzycka – chórki (4, 8)